# 霧賀Yuki
霧賀 ユキ（5月14日—），日本女性漫畫家。

## 作品
- Di Gi 鈴鐺貓、全3冊、原名
- 折翼愛天使、全2冊、原名
- 原名
- 原名《ハニカミ The4コマ》
- 原名
- 原名
- 原名
- 原名
- 原名
- 原名
- 原名

## 外部連結
- （日語）YUKIUSAGI[永久]（作者公式網站）